# Afrikaans kampioenschap voetbal vrouwen 2004
Het Afrikaans kampioenschap voetbal vrouwen 2004 (of CAF vrouwenkampioenschap) was de zesde editie van dit voetbaltoernooi voor landenteams.
Het was het tweede toernooi dat tussen twee kwalificatietoernooien voor het wereldkampioenschap voetbal vrouwen werd georganiseerd. Zuid-Afrika was voor de tweede maal het gastland voor de eindronde. Achttien landen hadden zich voor deelname ingeschreven. Drie landen trokken zich na de loting terug voor deelname. De kwalificatie werd gespeeld middels thuis- en uitwedstrijden, de eindronde met groepswedstrijden en de afsluitende knock-outfase.
Nigeria veroverde voor de zesde keer de titel door Kameroen in de finale met 5-0 te verslaan.

## Deelname
| Algerije           | Eritrea  | Guinee   | Nigeria  | Zimbabwe    |
| Congo-Brazzaville  | Ethiopië | Kameroen | Oeganda  | Zuid-Afrika |
| Congo-Kinshasa     | Gabon    | Malawi   | Senegal  |             |
| Equatoriaal-Guinea | Ghana    | Mali     | Tanzania |             |

## Kwalificatie
t.z.t. = trok zich terug 
Zuid-Afrika (als gastland) was vrijgesteld van kwalificatie.

### Eerste ronde
| Datum | Team #1            | 1e  | 2e       | Team #2           | Datum |
| ----- | ------------------ | --- | -------- | ----------------- | ----- |
| 29/05 | Tanzania           | 4-0 | 1-1      | Eritrea           | 12/06 |
| 30/05 | Equatoriaal-Guinea | 2-2 | 0-2      | Congo-Brazzaville | 12/06 |
|       | Mali               |     | t.z.t. > | Oeganda           |       |

### Tweede ronde
| Datum | Team #1           | 1e       | 2e       | Team #2  | Datum |
| ----- | ----------------- | -------- | -------- | -------- | ----- |
| 11/07 | Guinee            | 0-13     | 0-9      | Ghana    | 24/07 |
| 11/07 | Senegal           | 2-8      | 1-4 *    | Nigeria  | 24/07 |
| 11/07 | Mali              | 2-2      | 0-1      | Algerije | 25/07 |
| 11/07 | Malawi            | 0-4      | 0-5      | Ethiopië | 25/07 |
| 11/07 | Congo-Brazzaville | 0-2      | 0-0      | Kameroen | 25/07 |
| 11/07 | Tanzania          | 0-3      | 0-4      | Zimbabwe | 25/07 |
|       | Congo-Kinshasa    | < t.z.t. | t.z.t. > | Gabon    |       |

* Nigeria - Senegal in 76e minuut gestaakt.

## Eindronde
Als beste verliezer in de tweede kwalificatieronde nam Mali de plaats in die bestemd was voor de winnaar van het duel tussen Congo-Kinshasa en Gabon. De speelsteden zijn onbekend.

### Groepsfase

#### Groep A
| # | Land        | AW | W | G | V | PTN | V-T |
| - | ----------- | -- | - | - | - | --- | --- |
| 1 | Ghana       | 3  | 3 | 0 | 0 | 9   | 7-1 |
| 2 | Ethiopië    | 3  | 1 | 1 | 1 | 4   | 4-4 |
| 3 | Zimbabwe    | 3  | 1 | 1 | 1 | 4   | 3-4 |
| 4 | Zuid-Afrika | 3  | 0 | 0 | 3 | 0   | 2-7 |

| Datum | Team #1  | Uitslag | Team #2     |
| ----- | -------- | ------- | ----------- |
| 18/09 | Ghana    | 3-0     | Zuid-Afrika |
| 18/09 | Ethiopië | 1-1     | Zimbabwe    |
| 21/09 | Ghana    | 2-1     | Ethiopië    |
| 21/09 | Zimbabwe | 2-1     | Zuid-Afrika |
| 13/12 | Ethiopië | 2-1     | Zuid-Afrika |
| 13/12 | Ghana    | 2-0     | Zimbabwe    |

#### Groep B
| # | Land     | AW | W | G | V | PTN | V-T |
| - | -------- | -- | - | - | - | --- | --- |
| 1 | Nigeria  | 3  | 2 | 1 | 0 | 7   | 9-2 |
| 2 | Kameroen | 3  | 1 | 2 | 0 | 5   | 7-5 |
| 3 | Algerije | 3  | 1 | 0 | 2 | 3   | 4-7 |
| 4 | Mali     | 3  | 0 | 1 | 2 | 1   | 2-8 |

| Datum | Team #1  | Uitslag | Team #2  |
| ----- | -------- | ------- | -------- |
| 19/09 | Nigeria  | 4-0     | Algerije |
| 19/09 | Kameroen | 0-0     | Mali     |
| 22/09 | Algerije | 3-0     | Mali     |
| 22/09 | Nigeria  | 2-2     | Kameroen |
| 18/11 | Nigeria  | 3-0     | Mali     |
| 18/11 | Kameroen | 3-1     | Algerije |

### Knock-outfase

#### Halve finale
| Datum | Team #1  | Uitslag | Team #2  |
| ----- | -------- | ------- | -------- |
| 28/09 | Kameroen | 1-0 nv  | Ghana    |
| 28/09 | Nigeria  | 4-0     | Ethiopië |

#### Om derde plaats
| Datum | Team #1 | Uitslag      | Team #2  |
| ----- | ------- | ------------ | -------- |
| 01/10 | Ghana   | 0-0 ns (6-5) | Ethiopië |

#### Finale
| Datum | Winnaar | Uitslag | Finalist |
| ----- | ------- | ------- | -------- |
| 03/12 | Nigeria | 5-0     | Kameroen |

## Kampioen
| Afrikaans kampioenschap vrouwenvoetbal 2004 |
| ------------------------------------------- |
| NIGERIA 6de titel                           |

1991 ·
1995 · 
1998 · 
2000 · 
2002 · 
2004 · 
2006 · 
2008 · 
2010 ·
2012 ·
2014 ·
2016 ·
2018 ·
2022